# 奥弗涅蓝纹奶酪
奥弗涅蓝纹奶酪（法語：Bleu d'Auvergne，發音：[blø dovɛʁɲ] ⓘ）產自法國奥弗涅地区，是罗克福干酪的仿製品，以牛奶代替羊奶製成。奥弗涅蓝纹奶酪外形為中等大小的扁平形圓柱體，外殼很薄，多以錫箔紙包裝出售。奥弗涅蓝纹奶酪牛油味很重，呈淡黃色，帶有均勻的而輪廓清晰的綠色或藍色班紋。奥弗涅蓝纹奶酪需在潮濕地窖內熟成，並需用針孔刺穿以方便透氣。這種芝士味道油膩，帶一點鹹味，芝士上的藍紋越多，則鹹味亦越重。